# Шпаковська Тетяна Андріївна
Тетяна Андріївна Шпаковська (нар. 20 жовтня 1945, Кіровоград) — філолог, журналіст, мистецтвознавець.

### Біографія
Закінчила Дніпропетровський державний університет (студентка 1964—1969, аспірантка 1969—1972). З 1972 по 2005 р. працювала на посаді завідувачки літературної частини у Дніпропетровському українському музично-драматичному театрі ім. Т. Шевченка, у Дніпропетровському державному російському драматичному театрі ім. М. Горького, у Дніпропетровському театрі Юного Глядача, у Дніпропетровському державному театрі опери та балету.
З 1981 по 1995— зав. літ., з 1995 по 2005 — заступник директора з літературно-драматургічної роботи. З 2005 по 2008 — завідувачка відділу пропаганди в Дніпропетровській обласній філармонії.
У зв'язку з переходом у квітні 2008 р. на роботу у Придніпровську державну академію будівництва та архітектури акценти діяльності Т. А. Шпаковської зміщуються з театральної сфери у бік вивчення історії та сьогодення науки і вищої спеціальної освіти Дніпропетровська — Дніпра. Виконуючи обов'язки помічника ректора зі зв'язків із громадськістю та поєднуючи цю роботу з діяльністю редактора багатотиражної газети академії «Молодий будівельник», Т. А. Шпаковська продовжує займатися широкою різноплановою творчою роботою. Тепер, поряд з мистецтвознавчими дослідженнями, вона більшу частину своєї творчої енергії приділяє висвітленню проблем і завдань вищої спеціальної освіти і науки Дніпропетровська — Дніпра.
Творча діяльність Т. А. Шпаковської триває 49 років і умовно її можна розділити на два великі періоди: перший — мистецтвознавство, другий — історія та сьогодення науки Дніпропетровська — Дніпра. Змістом цих двох періодів визначається і жанрова своєрідність робіт автора. З одного боку — журналістка в багатьох ЗМІ України, з іншого — написання, редагування, випуск книг різної тематичної спрямованості.
Побачити, зрозуміти, що відбувається на території сценічного або наукового простору, потім порівняти творчу територію з територією реального життя і захопити цим зіставленням читача — один з головних принципів у роботах Т. А. Шпаковської.
Ще одним основним принципом автора є не переказ фабули твору або долі творчої особистості: артиста, художника, режисера, диригента, вченого, дослідника, а прагнення розкрити яскраву індивідуальність героя, виявляючи тільки йому притаманні риси характеру. Втілюючи ці два основних принципи художнього аналізу, Т. А. Шпаковська використовує у своїх роботах найширші обрії тематичного та жанрового розмаїття.
Перший період її діяльності включає роботу у театральній сфері. Протягом 36 років Т. А. Шпаковська опублікувала понад 2000 різнотематичних матеріалів у республіканських, обласних, міських друкованих ЗМІ (Київ, Дніпро, Кривий Ріг, Запоріжжя, Львів, Одеса, Чернігів, Миколаїв та ін.). За цей час її публікації постійно розміщувалися і сьогодні розміщуються в усіх друкованих ЗМІ Дніпропетровського регіону — «Днепр вечерний», «Наше місто», «Вісті Придніпров'я», «Зоря» та інші. Багато років Т. А. Шпаковська брала участь і була однією з співведучих у численних радіо і телевізійних передачах, як обласного, так і Київського державного радіо та телебачення. Активно співпрацювала з журналами «Український театр», «Музика», «Кіно-театр», газетою «Культура і життя» та іншими. Уже майже два десятиліття триває її співдружність з «Енциклопедією сучасної України». Підготовлені та продовжують публікуватися статті про окремих видатних представників науки та мистецтва (черговий том в алфавітному порядку).
Журналістський багаж Т. А. Шпаковської включає інтерв'ю, оглядові статті, повідомлення, нариси, творчі портрети, рецензії на театральні вистави, презентації книг письменників, артистів, художників, режисерів, вчених. Характерною творчою своєрідністю всіх її матеріалів є вміння в невеликому за обсягом газетному або журнальному тексті захопити читача подіями біографії тієї чи іншої особистості. Її нариси про життя та творчість народних артистів України: Н. Суржиної, М. Полудьонного, Ж. Мельникова, М. Чернявського (Дніпро); Н. Кудрі, Г. Кононенка (Київ); заслужених артистів України О. Горбенка, Ю. Крітенка, Е. Верещагіної (Київ); народного художника СРСР А. Ареф'єва; заслужених художників України Н. Аніщенка, І. Константинової та багатьох інших вирізняються глибоким проникненням у матеріал, а також оригінальним, зацікавленим поглядом автора на життя кожної творчої особистості. Жанр портретної замальовки отримав у Т. А. Шпаковської свій цікавий і різноманітний розвиток, збагатився точними спостереженнями, неординарними висновками. У кожному нарисі-оповіданні життя героя оповідання відбивалося автором ніби-то крізь призму добра, краси, людяності і душевності. Більше двохсот різних долей різних людей мистецтва і науки отримали своє оригінальне відображення у портретах, створених Т. А. Шпаковською.
З 2008 року починається другий період діяльності Т. А. Шпаковської, і пов'язаний він з роботою в Придніпровській державній академії будівництва та архітектури, де нове звучання набувають її публікації у різних ЗМІ, у тому числі і в багатотиражній газеті «Молодий будівельник». Газета під її керівництвом у корені змінилася як за формою, так і за змістом. Повністю оновився її макет, збагатилася жанрова палітра, з'явилися рубрики: Творчий портрет вченого; Вчена рада працює; Наші досягнення в студентській науці; Будівельник — професія вічна та сучасна; Конкурси, огляди, олімпіади та ін. Газета «Молодий будівельник» придбала визнання не тільки серед студентів та викладачів академії, а й серед широкого кола наукової громадськості вишів регіону. Сьогодні газета друкується як в електронному, так і в паперовому варіантах.
Досвід, набутий за роки журналістської роботи, Т. А. Шпаковська використовує при написанні книг. З 1997 по 2021 р. з-під її пера вийшло 16 книг. Вони присвячені багаторічній творчості цілих колективів, таких як театри Дніпропетровська та області, Дніпропетровської філармонії, Придніпровської державної академії будівництва та архітектури, а також окремим видатним особистостям мистецтва, культури та науки України.
У багатьох книгах автор також включає свої статті з журналів і газет із зазначенням на попередні видання в ЗМІ. Т. А. Шпаковська в основній частині книги не повторює попередніх текстів, а розміщує їх у додатках, тим самим розкриває свою творчу лабораторію. Її книги використовують актори і режисери для написання сценаріїв концертів, творчих вечорів та ювілеїв.
Особливу увагу читачів і преси привернуло унікальне, єдине в Україні видання «Театри Дніпропетровщини: енциклопедія» під заг. ред. Т. А. Шпаковської. Загальну концепцію дослідження, обрану Шпаковською, — зародження, становлення, розвиток театрального мистецтва Січеславського краю (15 театрів Дніпропетровська, Кам'янського, Дніпродзержинська, Кривого Рогу) підтримали всі автори цієї енциклопедії (Г. Гронська, В. Макогонова, А. Тулянцев, К. Шпаковська). Діяльність театрів представлена у широкому історичному контексті, з усіма етапами розвитку кожного творчого колективу. Дослідження охоплює великий проміжок часу — 100 років. Автори, працюючи в Державних архівах Києва, Дніпропетровська, а також Москви та Санкт-Петербурга і, маючи доступ до рідкісних архівних документів, зуміли відтворити повну картину театрального процесу протягом 100 років, у тому числі закриття і реорганізацію деяких творчих колективів (Дніпропетровський робочий оперний театр— 1931—1941, Дніпропетровський театр юного глядача імені О. С. Пушкіна — 1927—1941, Дніпропетровський театр юного глядача імені Ленінського комсомолу — 1969—1997, Дніпродзержинський театр російської драми імені Т. Г. Шевченка — 1935—1940 та ін.). На це видання в газеті «Днепр вечерний» була надрукована рецензія І. Полині під назвою «Енциклопедія чарівних миттєвостей» (18.02.2004). Рік від року кількість відгуків на роботу Т. А. Шпаковської у різних ЗМІ зростає.
У рік 60-річчя журналістики України (2018) Т. А. Шпаковська випустила оригінальну за змістом і формою книгу: «Архітектори людських душ. Творці простору» (по сторінкам газет «Днепр вечерний» 1975—2018 та «Молодий будівельник» 2008—2018). — Дніпропетровськ: ПДАБА, 2018. — 456 с.). У цьому виданні під однією обкладинкою зібрано різнопланові публікації автора за 45 років, які були надруковані у газеті «Днепр вечерний» і за 10 років ті, що розміщені в багатотиражній газеті Придніпровської державної академії будівництва та архітектури «Молодий будівельник».
Багатогранна робота Т. А. Шпаковської успішно триває і сьогодні. Частину її творчої спадщини передано до Державного архіву Дніпропетровської області, де засновано її фонд. Він щорічно поповнюється новими роботами.
У рамках двох напрямів своєї роботи Т. А. Шпаковська успішно здійснювала і сьогодні продовжує вести широку і різнотематичну пропаганду діяльності як художніх, так і наукових досягнень Дніпровського регіону. Вона впродовж багатьох років була ведучою великої кількості концертних програм, творчих зустрічей, ювілеїв та глядацьких конференцій на сценах Дніпропетровських театрів. Пропаганду наукових досягнень сьогодні Тетяна Андріївна веде, беручи участь в наукових конференціях (Стародубовські читання), поетичних засіданнях клубу «Джерело», ТВ і радіопередачах, обласного радіо та телебачення.
Однією з тем останніх років є краєзнавство. Цю роботу Шпаковська веде під керівництвом професора Володимира Івановича Большакова, відомого колекціонера, багаторічного збирача поштових листівок XIX—XX століть. У результаті їхньої спільної роботи були підготовлені та вийшли у світ у співавторстві Большакова та Шпаковської у видавництві ПДАБА унікальні видання — комплекти листівок «Архітектурні сторінки минулого (XIX століття)»: «Краєвиди України», «Привіт із Катеринослава», «Катеринослав крізь століття», «В память о Катеринославской выставке 1910 г.», альбом поштових листівок 1895—1917.
Усі книги, написані Т. А. Шпаковською, знаходяться у фондах Національної бібліотеки України імені В. І. Вернадського, Національної парламентської бібліотеки України, Державної наукової установи «Книжкова палата України імені Івана Федорова», Національної спілки театральних діячів України (Київ), в обласних наукових бібліотеках Харкова, Одеси, Дніпра і Дніпропетровської області, а також у фондах бібліотек країн СНД.

### Праці
Автор книг
- Шпаковская Т. А. Днепропетровский русский драматический театр имени М. Горького. 70 лет в пути / Татьяна Шпаковская. — Днепропетровск: Пороги, 1997. — 58 с.
- Шпаковская Т. А. Театральная летопись длиною в четверть века: очерки, статьи, творческие портреты, интервью, информация / Т. А. Шпаковская. — Днепропетровск: Пороги, 1999. — 318 с. : ил. — К 25-летию со дня основания Днепропетровского государственного театра оперы и балета. — ISBN 966-525-189-9.
- Шпаковська Т. А. Дніпропетровський український музично-драматичний театр імені Т. Г. Шевченка: нариси, спогади, враження / Т. А. Шпаковська. — Дніпропетровськ: Дніпропетр. кн. друкарня, 2001. — 387 с. : іл. — Заг. обкл. : Перший Державний. — ISBN 966-7265-92-7.
- Шпаковская Т. А. Пленительная игра в жизнь / Татьяна Андреевна Шпаковская. — Днепропетровск: [б. и.], 2002. — 164 с. : ил. — К 75-летию со дня основания Днепропетровского русского драматического театра имени М. Горького.
- Шпаковская Т. А. Судьба и мечта — сцена: размышления о жизни и творчестве народной артистки Украины Людмилы Вершининой / Татьяна Шпаковская. — Днепропетровск: Монолит, 2003. — 126 с. : ил.
- Театри Дніпропетровщини. Енциклопедія / під заг. ред. Т. Шпаковської; Г. Гронська, В. Макогонова, А. Тулянцев, К. Шпаковська, Т. Шпаковська. — Дніпропетровськ: Дніпрокнига, 2003. — 720 с. : іл. — ISBN 966-7691-50-0.
- Шпаковська Т. А. Сценографія. 90 років з дня народження заслуженого художника України М. Ф. Аніщенка / Т. А. Шпаковська. — Дніпропетровськ: Моноліт, 2005. — 48 с. : іл.
- Шпаковська Т. А. Дніпропетровська філармонія: нариси з елементами фантазії, польоту в минуле і майбутнє / Т. А. Шпаковська. — Дніпропетровськ: Дніпрокнига, 2006. — 184 с. : іл. — ISBN 966-401-022-7.
- Шпаковська Т. А. Академічний симфонічний оркестр Дніпропетровської філармонії. 70 років з дня заснування / Т. А. Шпаковська. — Дніпропетровськ: Свідлер, 2008. — 50 с. : іл.
- Шпаковская Т. А. Нина. Любовь и судьба — музыка / Т. А. Шпаковская. — Днепропетровск: Свидлер, 2011. — 180 с. : ил. — ISBN 966-401-022-7.
- Шпаковская Т. А. Нина. Любовь и судьба — музыка / Т. А. Шпаковская. — 2-е изд., испр. и доп. — Днепропетровск: Свидлер, 2019. — 180 с. : ил. — ISBN 966-793-536-1.
- Шпаковська Т. А. Подорож крізь століття (1930—2015): збірник нарисів історії кафедр академії / Головний редактор В. І. Большаков, літературний редактор Т. А. Шпаковська. — Дніпропетровськ: ПДАБА, 2015. — 412 с. : іл. — ISBN 978-966-323-128-0.
- Шпаковская Т. А. Профессор В. И. Большаков — неравнодушный человек / Т. А. Шпаковская. — Днепропетровск: Litograf, 2016. — 236 с. — ISBN 978-966-323-155-6.
- Шпаковська Т. А. Придніпровська державна академія будівництва и архітектури / Т. А. Шпаковська. — Київ: Логос Україна, 2017. — 268 с. : іл. — До 100-річчя з часу зародження вищої будівельної освіти на теренах Дніпропетровщини. — ISBN 978-966-1581-31-8.
- Шпаковська Т. А. Дніпровський академічний український музично-драматичний театр імені Т. Г. Шевченка / Т. А. Шпаковська. — Київ: Логос Україна, 2018. — 248 с. : іл. — До 100-річчя з дня заснування театру. — ISBN 978-966-1581-36-3.
- Шпаковская Т. А. Архитекторы человеческих душ / Т. А. Шпаковская // Архитекторы человеческих душ. Созидатели пространства / Т. А. Шпаковская — Днепр: ПГАСА, 2018. — С. 1-330.
- Шпаковская Т. А. Созидатели пространства / Т. А. Шпаковская // Архитекторы человеческих душ. Созидатели пространства / Т. А. Шпаковская — Днепр: ПГАСА, 2018. — С. 331—452.
- Володимир Іванович Большаков: бібліографія вчених / В. І. Большаков; уклад. Т. А. Шпаковська; ДВНЗ «Придніпровська державна академія будівництва та архітектури». — 2-ге вид., доп. — Дніпро: ПДАБА, 2018. — 416 с. — ISBN 978-966-323-179-2.
- Професор Володимир Іванович Большаков : збірник нарисів про діяльність д. т. н., проф. В. І. Большакова / літ. ред. Т. А. Шпаковська. — Дніпро: ПДАБА, 2018. — 38 с.

Редактор книг
- ДБІ — ДІБІ — ПДАБА — роки, події, особистості: нариси-мемуари / гол. ред. М. В. Савицький, відп. ред. Т.  А. Шпаковська. — Дніпро: ПДАБА, 2020. — 447 c.

Статті у літературно-художніх збірках
- И кому все это нужно? (диалог-размышление скептика и оптимиста вместо рецензии) / Т. А. Шпаковская // Без меж і відстаней. Краса. Наснага. Творчість: літературні твори студентів і аспірантів ПДАБА / ПДАБА, Студія «Ліра», клуб «Джерело»; головний редактор В. І. Большаков; ред. кол. А. П. Приходько, С. І. Данченко, Г. І. Львов, Т. А. Шпаковская. — Дніпропетровськ: ПДАБА, 2009. — С. 15-16.

- Татьяна Шпаковская // Пятнадцатый этаж: литературные произведения сотрудников ПГАСА / М. А. Бородин [и др.]; гл. ред. В. И. Большаков; ред. кол. Н. А. Дорофеева, С. И. Данченко, А. П. Приходько; составитель Т. А. Шпаковская; ПГАСА. — Днепропетровск: ПГАСА, 2010. — С. 182—183.

- Эссе о судьбе // Пятнадцатый этаж: литературные произведения сотрудников ПГАСА / М. А. Бородин [и др.]; гл. ред. В. И. Большаков; ред. кол. Н. А. Дорофеева, С. И. Данченко, А. П. Приходько; составитель Т. А. Шпаковская; ПГАСА. — Днепропетровск: ПГАСА, 2010. — С. 194—196.

- Воспитание добром и красотой : [о Владимире Ивановиче Большакове, д. т. н., проф., ректор ПГАСА] / Т. А. Шпаковская // Пятнадцатый этаж: литературные произведения сотрудников ПГАСА / М. А. Бородин [и др.]; гл. ред. В. И. Большаков; ред. кол. Н. А. Дорофеева, С. И. Данченко, А. П. Приходько; составитель Т. А. Шпаковская; ПГАСА. — Днепропетровск: ПГАСА, 2010. — С. 184—188.

- Бескомпромиссный и целеустремленный : [о Владиславе Валентиновиче Данишевском, д. т. н., проф. ПГАСА] / Т. А. Шпаковская // Пятнадцатый этаж: литературные произведения сотрудников ПГАСА / М. А. Бородин [и др.]; гл. ред. В. И. Большаков; ред. кол. Н. А. Дорофеева, С. И. Данченко, А. П. Приходько; составитель Т. А. Шпаковская; ПГАСА. — Днепропетровск: ПГАСА, 2010. — С. 189—191.

- Юбиляру на память : [о Нине Михайловне Ершовой, д. т. н., проф., зав. кафедрой прикладной математики ПГАСА] / Т. А. Шпаковская // Пятнадцатый этаж: литературные произведения сотрудников ПГАСА / М. А. Бородин [и др.]; гл. ред. В. И. Большаков; ред. кол. Н. А. Дорофеева, С. И. Данченко, А. П. Приходько; составитель Т. А. Шпаковская; ПГАСА. — Днепропетровск: ПГАСА, 2010. — С. 191—194.

- Академія — життя та доля [про Анатолія Петровича Приходька, проректора ПДАБА] / Т. А. Шпаковская // Галактики ПГАСА: литературные произведения сотрудников ПГАСА / ред. кол.: В. И. Большаков, А. П. Приходько, Т. А. Шпаковская, Н. А. Дорофеева, Е. В. Круть. — Днепропетровск: ПГАСА, 2013. — С. 45-48.

- Наука, розы и семейные традиции в её жизни [о Татьяне Сергеевне Кравчуновской, проф. ПГАСА] / Т. А. Шпаковская // Галактики ПГАСА: литературные произведения сотрудников ПГАСА / ред. кол.: В. И. Большаков, А. П. Приходько, Т. А. Шпаковская, Н. А. Дорофеева, Е. В. Круть. — Днепропетровск: ПГАСА, 2013. — С. 48-51.

- Маленькие женские истории : Мама. Бабушка. Что такое санавиация? [о Евгении Алексеевне и Елены Ефимовны Логиновых (члены семьи Т. А. Шпаковской] / Т. А. Шпаковская // Галактики ПГАСА: литературные произведения сотрудников ПГАСА / ред. кол.: В. И. Большаков, А. П. Приходько, Т. А. Шпаковская, Н. А. Дорофеева, Е. В. Круть. — Днепропетровск: ПГАСА, 2013. — С. 51-57.

- Капитан семейного корабля : [о Татьяне Федоровне Стародубовой — матери В. И. Большакова] / Т. А. Шпаковская // Галактики ПГАСА: литературные произведения сотрудников ПГАСА / ред. кол.: В. И. Большаков, А. П. Приходько, Т. А. Шпаковская, Н. А. Дорофеева, Е. В. Круть. — Днепропетровск: ПГАСА, 2013. — С. 58-62.

- У музыки в плену : [о Борисе Игнатьевиче Афанасьеве, главном дирижёре Днепропетровского государственного театра оперы и балета] / Т. А. Шпаковская // Люди і долі / упоряд. В. В. Слобода. — Дніпропетровськ: Ліра-К, 2008. — С. 121—123.

- Любовь его, музыка: [о Николае Алексеевиче Шпаке, дирижёре Днепропетровского государственного театра оперы и балета] / Т. А. Шпаковская // Люди і долі / упоряд. В. В. Слобода. — Дніпропетровськ: Ліра-К, 2008. — С. 124—126.

- Мастер : [об Анатолии Васильевиче Арефьеве, народном художнике СССР, лауреате Национальной премии имени Т. Г. Шевченко, главном художнике Днепропетровского государственного театра оперы и балета] / Т. А. Шпаковская // Люди і долі / упоряд. В. В. Слобода. — Дніпропетровськ: Ліра-К, 2008. — С. 132—134.

- Дирижером надо родиться : [о Петре Семеновиче Вариводе, заслуженном деятеле искусств Украины, лауреате Национальной премии имени Т. Г. Шевченко, одном из основателей Днепропетровского государственного театра оперы и балета] / Т. А. Шпаковская // Люди і долі / упоряд. В. В. Слобода. — Дніпропетровськ: Ліра-К, 2008. — С. 135—137.

- «О хор, ты — жизнь!» : [о хоре Днепропетровского государственного театра оперы и балета] / Т. А. Шпаковская // Люди і долі / упоряд. В. В. Слобода. — Дніпропетровськ: Ліра-К, 2008. — С. 140—141.

- Вся она — полет и вдохновение : [о Людмиле Владимировне Воскресенской, заслуженной артистке России, главном балетмейстере Днепропетровского государственного театра оперы и балета] / Т. А. Шпаковская // Люди і долі / упоряд. В. В. Слобода. — Дніпропетровськ: Ліра-К, 2008. — С. 142—146.

- Дві зірки у неперевершеному сузір'ї : [про Зінаїду Хрукалову і Андрія Білгородського, народних артистів України] / Т. А. Шпаковська // Люди і долі / упоряд. В. В. Слобода. — Дніпропетровськ: Ліра-К, 2008. — С. 176—179.

- Мужній і добрий талант : [про Марата Олександровича Стороженка, актора-прем'єра Дніпропетровського українського театру імені Т. Г. Шевченка] / Т. А. Шпаковська // Люди і долі / упоряд. В. В. Слобода. — Дніпропетровськ: Ліра-К, 2008. — С.183-185.

- Актор милістю Божою : [про Володимира Павловича Шевченка, актора Дніпропетровського українського театру імені Т. Г. Шевченка] / Т. А. Шпаковська // Люди і долі / упоряд. В. В. Слобода. — Дніпропетровськ: Ліра-К, 2008. — С 186—187.

- Всегда в театре — всегда в строю : [об Андрее Павловиче Рудакове, заслуженном артисте РСФСР, народном артисте Украины, директоре Днепропетровского русского драматического театра имени М. Горького] / Т. А. Шпаковская // Люди і долі / упоряд. В. В. Слобода. — Дніпропетровськ: Ліра-К, 2008. — С.193-194.

- Искать, анализировать, придумывать и воплощать : [о Викторе Ивановиче Баенко, народном артисте Украины, актёре, режиссёре Днепропетровского украинского театра имени Т. Г. Шевченко] / Т. А. Шпаковская // Люди і долі / упоряд. В. В. Слобода. — Дніпропетровськ: Ліра-К, 2008. — С.201-204.

- Людмила прекрасная : [о Людмиле Андреевне Шкуркиной, приме сцены Днепропетровского русского драматического театра имени М. Горького] / Т. А. Шпаковская // Люди і долі / упоряд. В. В. Слобода. — Дніпропетровськ: Ліра-К, 2008. — С. 210—212.

Статті у збірках наукових праць
- Шпаковская Т. А. Академик предвидел будущее (о К. Ф. Стародубове) / Т. А. Шпаковская // Строительство, материаловедение, машиностроение: сб. науч. тр. / ГВУЗ ПГАСА; под общей ред. В. И. Большакова. — Вып. 67. — 2014. — С. 12-15.
- Шпаковська Т. А. Наукова школа академіка К. Ф. Стародубова та її сучасне продовження / Т. А. Шпаковська // Строительство, материаловедение, машиностроение: сб. науч. тр. / ГВУЗ ПГАСА; под общей ред. В. И. Большакова. — Вып. 80. — 2015. — С. 9-11.
- Шпаковська Т. А. Створюючи, К. Ф. Стародубов наближав майбутнє / Т. А. Шпаковська // Строительство, материаловедение, машиностроение: сб. науч. тр. / ГВУЗ ПГАСА; под общей ред. В. И. Большакова. — Вып. 89. — 2016. — С. 14-17.
- Шпаковская Т. А. Научная школа доктора технических наук, профессора Владимира Ивановича Большакова / Т. А. Шпаковская // Металознавство та термічна обробка металів. — 2016. — № 2. — С. 13-26.
- Шпаковська Т. А. Архівна розвідка про дату заснування Дніпропетровської філармонії / Т. А. Шпаковська // Спадщина: зб. наук. статей. / Держ. архів Дніпр. області. — Вип. 2. — Дніпро,2019. — С. 161-170.

Статті у периодичних виданнях
- Шпаковська Т. А. Сенс життя — пошук і результат / Т. А. Шпаковська, В. М. Волчук // Вісник Придніпровської державної академії будівництва та архітектури. — 2020. — № 5. — С. 131—146.

Альбоми та комплекти поштових листівок
- Краєвиди України : [комплект поштових листівок] / ПДАБА ; проект В. I. Большакова; худ. I. С. Соломонов; текст Т. А. Шпаковської. — Передрук, з вид. 1900—1910 рр. — Дніпропетровськ: Дніпротехсервіс, [2008]. — 17 окремих л. в обкл.: кольор. офсет; 14x9 см. — (Краєвиди України; вип. 1). — Підписи до листівок рос.
- Привет из Екатеринослава : [комплект почтовых открыток с видами Екатеринослава] / ПГАСА ; проект В. И. Большакова; Всемирный почтовый союз; текст Т. А. Шпаковской. — Переизд., с изд. 1905—1915 гг. — Днепропетровск: Свидлер, 2009. — 18 отдельных откр. в обл.: цв. офсет; 14x9 см.
- В память о Екатеринославской выставке 1910 г. : [комплект почтовых открыток с павильонами Южно-русской областной выставки в Екатеринославе с 01.07 по 01.10.1910] / ПГАСА ; проект В. И. Большакова; Всемирный почтовый союз; текст Т. А. Шпаковской. — Переизд., с изд. 1910 г. — Днепропетровск: Литограф, 2015. — 28 отдельных откр. в обл.: цв. офсет; 14x9 см.
- Екатеринослав сквозь века : альбом открыток с видами Екатеринослава 1895—1917 / ПГАСА ; проект В. И. Большакова; Всемирный почтовый союз; текст Т. А. Шпаковской. Вступ ст. И.И. Куличенко «Удивительное и прекрасное путешествие из прошлого в наше сегодняшнее». — Переизд., с изд. 1910 г. — Днепропетровск: Свидлер, 2011. — 113 с. — ISBN 978-966-323-080-1.

### Нагороди та звання
- 2003 — Диплом, за написання книг про театри області — фонд культури України.
- 2012 — Медаль та посвідчення Лауреата премії імені О. Ф. Стародубова.
- 2015 — Ювілейна медаль та посвідчення «85-років ПДАБА».
- 2016 — Ювілейна медаль та посвідчення «100 років будівельній вищій освіті».
- Медаль та посвідчення «За заслуги перед ПДАБА за суттєвий особистий внесок в розвиток освіти науки»